# Stephen Chemlany
Stephen Kwelio Chemlany (Kapsokwony, 9 agosto 1982) è un ex maratoneta keniota.

## Palmarès
| Anno | Manifestazione          | Sede    | Evento   | Risultato | Prestazione | Note |
| ---- | ----------------------- | ------- | -------- | --------- | ----------- | ---- |
| 2014 | Giochi del Commonwealth | Glasgow | Maratona | Argento   | 2h11'58"    |      |

## Altre competizioni internazionali
2007
- 14º alla Mezza maratona di New York ( New York) - 1h04'57"

2009
- 7º alla Mezza maratona di New York ( New York) - 1h04'10"

2010
- Oro alla Maratona di Dalian ( Dalian) - 2h13'10"

2011
- Argento alla Maratona di Berlino ( Berlino) - 2h07'55"
- Oro alla Maratona di Dalian ( Dalian) - 2h14'15"

2012
- 5º alla Maratona di Rotterdam ( Rotterdam) - 2h10'08"
- 6º alla Maratona di Shanghai ( Shanghai) - 2h12'54"

2013
- 4º alla Maratona di Berlino ( Berlino) - 2h07'44"
- Bronzo alla Maratona di Roma ( Roma) - 2h08'30"
- Bronzo alla Maratona di Shanghai ( Shanghai) - 2h09'50"

2014
- Argento alla Maratona di Seul ( Seul) - 2h06'24"
- Bronzo alla Maratona di Shanghai ( Shanghai) - 2h08'56"

2015
- Argento alla Maratona di Daegu ( Daegu) - 2h08'21"

2016
- Bronzo alla Maratona di Parigi ( Parigi) - 2h07'37"
- 5º alla Maratona di Hengshui ( Hengshui) - 2h11'42"

2017
- Bronzo alla Maratona di Pechino ( Pechino) - 2h11'50"
- 11º alla Maratona di Hong Kong ( Hong Kong) - 2h15'51"

2018
- Bronzo alla Maratona di Praga ( Praga) - 2h09'42"
- 4º alla Maratona di Hefei ( Hefei) - 2h12'12"

2019
- Bronzo alla Maratona di Lisbona ( Lisbona) - 2h06'22"